# Thomisus onustus
Thomisus onustus ist eine Spinnenart aus der Familie der Krabbenspinnen (Thomisidae) und in Europa die einzige Art der Gattung Thomisus. Sie ist in Mitteleuropa lückenhaft verbreitet und nicht häufig.

## Merkmale
Die Art ist durch die spitz ausgezogenen Hinterecken des Hinterkörpers (Opisthosoma) und die auf einer rechts und links vorspringenden Vorderkante des Vorderkörpers (Prosoma) liegenden Seitenaugen in Mitteleuropa unverwechselbar.

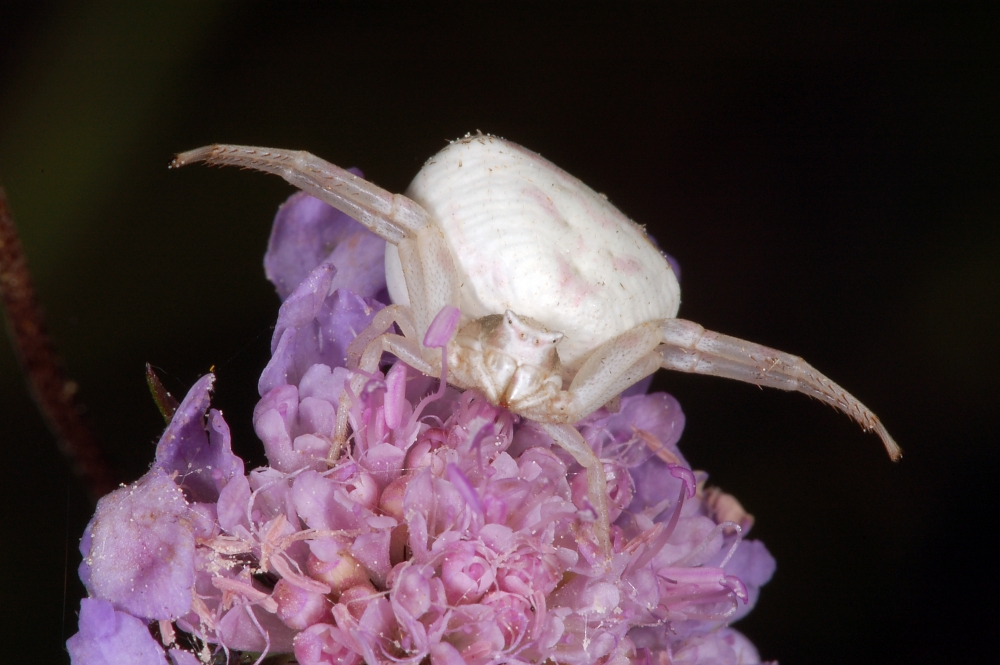
Thomisus onustus, weißlich gefärbtes Weibchen mit rosa Zeichnungen im Tessin

Thomisus onustus zählt zu den großen Krabbenspinnen Mitteleuropas. Dies gilt jedoch nur für die Weibchen, denn die Art zeigt einen extremen Geschlechtsdimorphismus bezüglich Größe und Färbung, der noch größer ist als bei der ähnlichen Veränderlichen Krabbenspinne. Männchen erreichen nur eine Körperlänge von 2,0–3,6 mm, während die Weibchen 7,0–9,8 mm lang sind. Das Männchen hat einen einfarbig gelbbraunen bis dunkelbraunen Vorderkörper (Prosoma); der Hinterkörper (Opisthosoma) ist ebenfalls einfarbig und gelbgrün bis bräunlich. Die beiden vorderen Beinpaare sind breit hellbraun und rotbraun geringelt, die beiden hinteren Beinpaare sind einfarbig heller beige. 
Weibchen sind farblich sehr variabel, die Grundfarbe des gesamten Körpers kann weiß, gelb oder rosa sein. Die Tiere können völlig einfarbig sein, häufig sind bei gelben oder weißen Tieren jedoch gelbe oder rosa Streifen auf dem Opisthosoma und eine rosa oder rötliche Ringelung der Beine. Rosafarbene Tiere zeigen häufig ein breit dunkelgrau gerandetes Prosoma und weiße Flecken auf dem Opisthosoma sowie dunkelgrau geringelte Beine.

## Verbreitung und Lebensraum

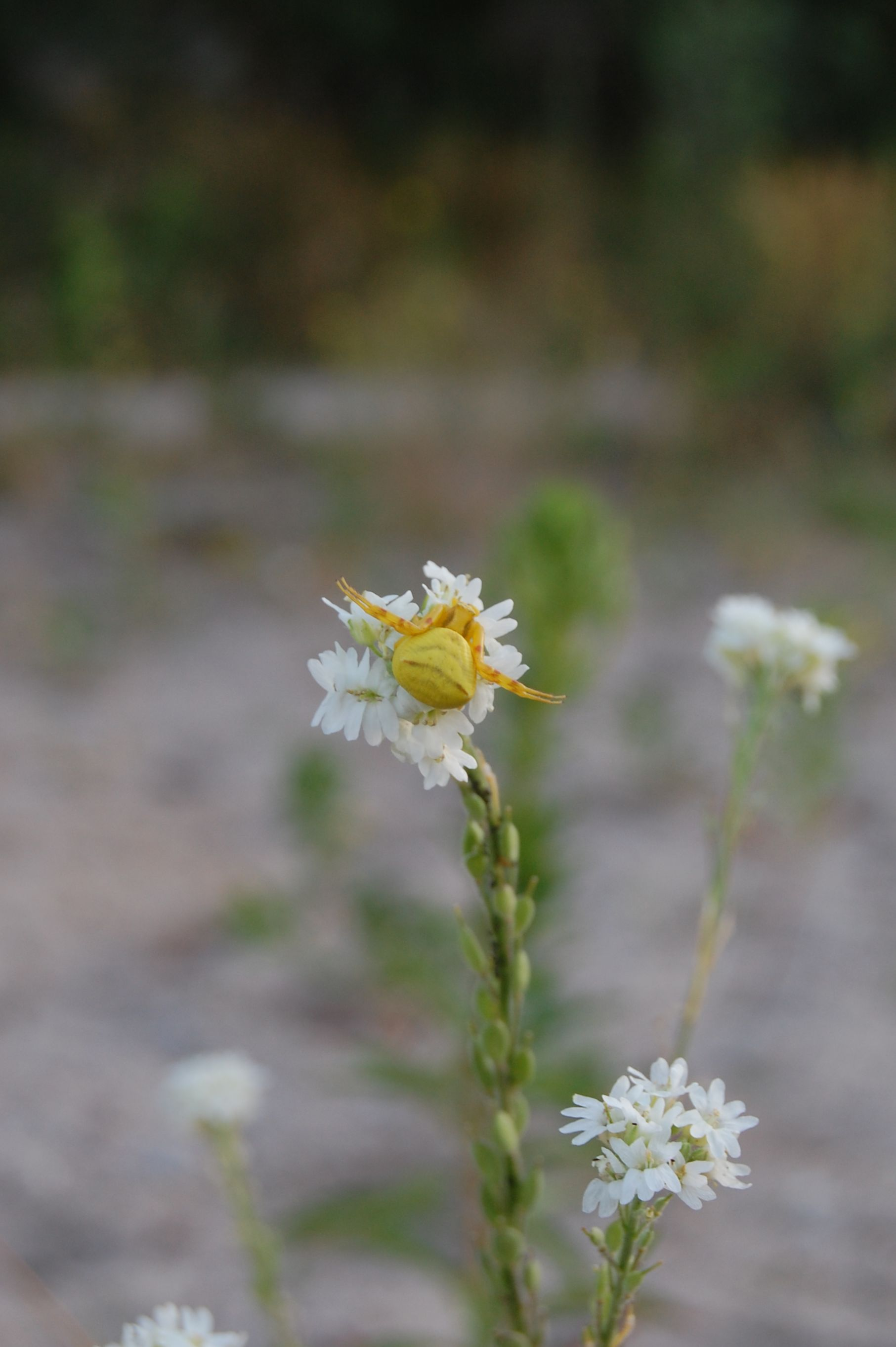
Thomisus onustus, gelbes Weibchen in typischem Habitat auf freistehendem Blütenstand der Graukresse (Berteroa incana)

Das riesige Verbreitungsgebiet von Thomisus onustus umfasst große Teile der Alten Welt von Großbritannien und Portugal im Westen bis Japan im Osten. In Nord-Süd-Richtung reicht die Verbreitung von Schweden bis Südafrika und im Osten von Mittel-Sibirien bis Java. Das Verbreitungsgebiet umfasst die gemäßigte bis tropische Zone. Thomisus onustus kommt in fast ganz Europa vor, die Verbreitung wird nach Norden hin jedoch immer lückenhafter. Sie fehlt in Island und Irland sowie in Norwegen, Dänemark und Finnland. In Deutschland ist die Art nur lückenhaft verbreitet und wird selten gefunden. Die Vorkommen sind im Wesentlichen auf die wärmebegünstigten Gebiete im Südwesten und im Nordosten beschränkt.
Die Art ist ausgesprochen wärmeliebend. Sie besiedelt waldfreie und sehr trockene Lebensräume mit hoher Sonneneinstrahlung, vor allem Sandtrockenrasen und Halbtrockenrasen und sehr schütter bewachsene, junge Brachen.

## Ernährung
Zum Beutefang hält sich die Art auf Blüten freistehender Pflanzen auf. Die Weibchen sind ebenso wie die der Veränderlichen Krabbenspinne in der Lage, die Körperfarbe an die jeweilige Blütenfarbe anzupassen. Die Beute besteht aus blütenbesuchenden Insekten aller Art, z. B. Schwebfliegen, Bienen, Wespen, Schmetterlingen oder kleineren Käfern, die oft um ein Mehrfaches größer sind als die Spinne. Diese ergreift ihre Beute blitzschnell mit den beiden kräftigen und stark vergrößerten Vorderbeinpaaren und tötet sie meist durch einen Biss in den Hinterhals.

## Fortpflanzung

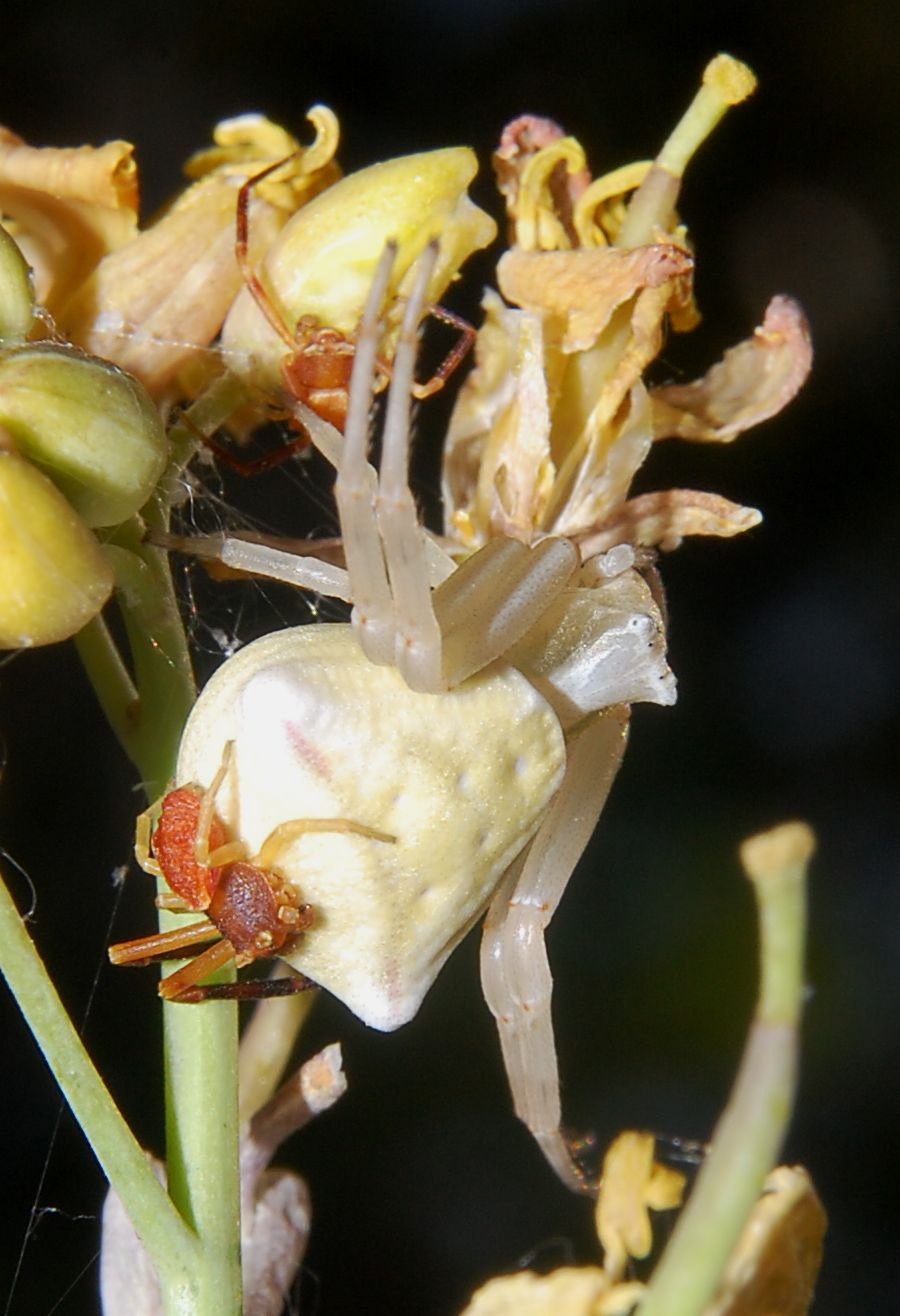
Thomisus onustus, Weibchen mit aufsitzendem Männchen, dem links die beiden Vorderbeine fehlen. Links oberhalb des Weibchens befindet sich ein weiteres Männchen

Die Paarung erfolgt überwiegend im Juni. Ähnlich wie bei der Veränderlichen Krabbenspinne klettert ein Männchen, wenn es ein Weibchen gefunden hat, auf dessen Rücken. Zur Kopulation klettert es jedoch auf eine Seite des Opisthosomas und führt von dort einen Pedipalpus in die Geschlechtsöffnung des Weibchens ein, um dann auf die andere Seite des Opisthosomas zu wechseln. Diese Position wird als ursprünglicher eingestuft als die Bauch-an-Bauch-Position der meisten anderen Krabbenspinnen. Danach klettert das Männchen wieder auf den Rücken des Weibchens, um dann nach einer Pause erneut zu kopulieren. Schließlich verlässt das Männchen das Weibchen. Das Weibchen verhält sich während der gesamten Paarung gegenüber dem Männchen völlig passiv und zeigt keinerlei Aggression.

## Gefährdung
Thomisus onustus wird in Deutschland als „ungefährdet“ eingestuft.